# Sebastian Huber
Sebastian Huber (n. 26 iunie 1901, Füssen, Bavaria, Germania – d. 6 martie 1985, Füssen, Bavaria, Germania) a fost un bober german, medaliat olimpic. A participat la 3 ediții ale Jocurilor Olimpice (1928, 1932, 1936) în care a câștigat două medalii de bronz.